# Kegyenc

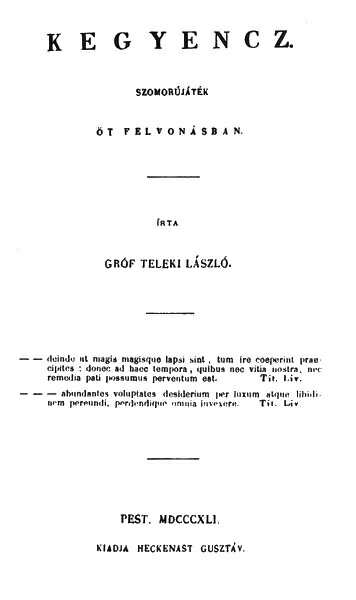
A Kegyenc 1841-es kiadásának borítója

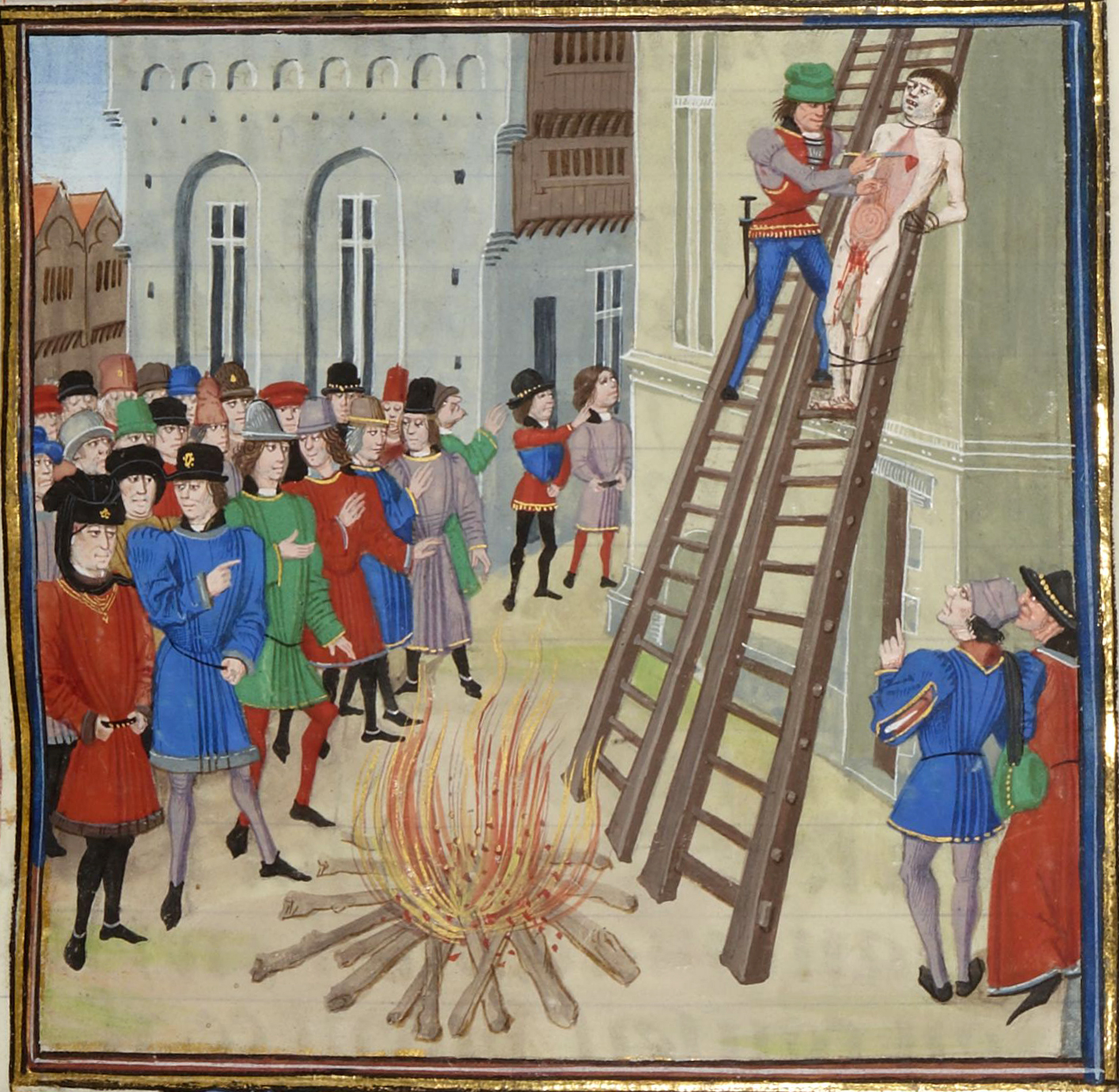
Hugh Depenser kivégzése, 14. század

A kegyenc nagy hatalmú személy, uralkodó kegyeit élvező személy. Szokás szerint így nevezték az uralkodó vélt vagy valóságos szeretőjét is. Nők esetében a kegyencnő kifejezés is elterjedt. (Ez utóbbi angolul mistress, franciául maîtresse-en-titre).

## A magyar kultúrában
Illyés Gyula: A  kegyenc című művében dolgozta fel 1964-ben  Teleki László azonos című, 19. századi színdarabját.
A szomorújáték az 5. században játszódik. Petronius Maximus, római szenátor, hogy bosszút álljon a léha és felelőtlen életet élő, s feleségét elcsábító császáron, Valentinianuson, előbb kegyeibe férkőzik, s maga adja át neki feleségét, majd rábírja a császárt, hogy gyilkoltassa meg Aëtiust, a győzedelmes hadvezért. Ezután a szenátor a népharag perceiben leszúrja Valentinianust, s maga lép a helyébe. A rendkívül szövevényes cselekmény valós eseményeken alapul.
Teleki a késő császárkor romlottságának, az erkölcsök kivesztének tulajdonította a Római Birodalom bukását. Ezeket az állapotokat művében egyértelműen korának metternichi kamarillájával kívánta párhuzamba állítani.

## Ismert kegyencek/kegyencnők
- Lucius Aelius Seianus (Kr. e. 20. – Kr. u. 31. október 18.) katonatiszt, politikus, Tiberius római császár bizalmasa és barátja, az ókori Róma egyik legnagyobb hatalmú és legrettegettebb személyisége volt;
- Eutropius bizánci miniszter (? – 399) római politikus, eunuch, Arcadius császár befolyásos kegyence.
- Piers Gaveston, (1284 körül – Warwickshire, Warwick közelében, 1312. június 19.),  Cornwall grófja (1307–1312), II. Edward angol király kegyence.
- Jules Mazarin bíboros, (született Giulio Raimondo Mazarino) (Pescina, 1602. július 14. – Vincennes, 1661 március 9.) olasz-francia diplomata, egyházi politikus, államférfi.
- Sarah Churchill (Duchess of Marlborough), (születési nevén Sarah Jennings vagy Jenyns, 1660. június 5. – 1744. október 18.) John Churchill felesége és Anna brit királynő közeli bizalmasa.
- Alekszandr Danyilovics Mensikov,
- Heinrich von Brühl (1700-1763),
- Johann Friedrich Struensee  (1737. augusztus 5., Halle – lefejezték Koppenhágában 1772. április 28.) dán miniszter, orvos.
- Manuel Godoy, Manuel Godoy Álvarez de Faria, Alcudia hercege (Badajoz, 1767. május 12. – Párizs, 1851. október 7.) spanyol politikus, miniszterelnök.
- Grigorij Jefimovics Raszputyin (1869. január 22. (régi naptár szerint január 10.) – 1916. december 30. (régi naptár szerint január 17.)) orosz misztikus, látnok és spirituális gyógyító. Életének utolsó éveiben nagy befolyást gyakorolt a cári családra: „minden oroszok cárjára”, II. Miklósra, nejére Alexandra cárnéra és egyetlen fiukra, a beteg Alekszej cárevicsre. Meggyilkolták.

### Kegyencnők
- Diane de Poitiers, (Saint-Vallier, 1499. szeptember 3. – Anet, 1566. április 25.) francia kurtizán, Saint-Vallier grófkisasszonya, Étampes hercegnője, Valentinois hercegnéje, II. Henrik francia király egyik szeretője.
- Madame de Pompadour, Jeanne-Antoinette Poisson, Pompadour márkinője (Marquise de Pompadour) (Párizs, 1721. december 29. – Versailles-i kastély, 1764. április 15.), francia polgárleány, XV. Lajos francia király hivatalos, elsőszámú ágyasa, (franciául: maîtresse-en-titre).